# Nintendo 64DD
Nintendo 64DD (яп. ニンテンドウ64DD Нинтэндо: Рокудзю:ён Ди Ди) («DD» — сокращено от «Disk Drive» и, первоначально, «Dynamic Drive») является периферийным устройством для игровой приставки Nintendo 64. Оно подключается через дополнительный порт с нижней стороны Nintendo 64 и позволяло использовать на N64 магнитные диски размером 64 мегабайта для расширенного хранения данных. Хотя о запуске этого устройства впервые было заявлено до запуска N64, работы над 64DD сильно затянулись. Устройство было выпущено в Японии, когда популярность консоли пошла на спад, и в конце признано коммерчески неудачным; оно никогда не запускалось в продажу в США или в Европе.

## История
64 DD был анонсирован в 1995 году на фирменной игровой выставке компании Nintendo под названием Shoshinkai (позднее переименованное в SpaceWorld). Одна из игр, которая должна была использовать все возможности 64 DD была «Creator», музыкальная и анимационая программа, создаваемая Software Creations, теми же людьми которые отвечали за создание звукового инструментария для комплекта разработчиков Nintendo 64. Игра рекламировала способность заменять текстуры в других играх и даже возможность создавать новые уровни и новых же персонажей. На той выставке не демонстрировалась играбельная версия Creator. В 1997 году на выставке E3, главный дизайнер компании Nintendo, Сигэру Миямото, сделал предположения относительно первых игр, которые будут выпущены для 64DD. Ими должны были стать SimCity64, Mario Artist, Pocket Monster и Earthbound64

## Игровая библиотека
| Название                                                       | Дата выхода          |
| -------------------------------------------------------------- | -------------------- |
| Mario Artist: Paint Studio                                     | 1 декабря 1999 года  |
| Doshin the Giant                                               | 1 декабря 1999 года  |
| Randnet Disk                                                   | 23 февраля 2000 года |
| Mario Artist: Talent Studio                                    | 23 февраля 2000 года |
| SimCity 64                                                     | 23 февраля 2000 года |
| F-Zero X Expansion Kit                                         | 21 апреля 2000 года  |
| Japan Pro Golf Tour 64                                         | 2 мая 2000 года      |
| Doshin the Giant: Tinkling Toddler Liberation Front! Assemble! | 17 мая 2000 года     |
| Mario Artist: Communication Kit                                | 29 июня 2000 года    |
| Mario Artist: Polygon Studio                                   | 29 августа 2000 года |

## Аппаратная часть
N64DD имеет 32-битный сопроцессор, который помогает считывать магнитные диски и передавать данные в саму приставку. Он был задуман как своеобразный ответ Nintendo на дешевые в производстве компакт-диски, которые использовались в приставках-конкурентах — Sega Saturn и Sony Playstation. Компакт-диски могли вмещать около 650 мегабайт информации, а картриджи Nintendo 64 всего лишь от 4 до 64 мегабайт.
Магнитные диски для N64DD были перезаписываемыми и могли вмещать в себя порядка 64 мегабайт информации. К тому же картриджи от N64 могли соединяться с 64DD, и подкачивать оттуда дополнительные уровни, мини-игры и даже какие-то личные данные.
Привод работает по тому же принципу, что и приводы семейства Iomega Zip, и обладает усовершенствованной аудио-библиотекой для использования в играх. Основная консоль использовала RCP и NEC VR4300 для обработки данных поступающих с картриджа и устройств ввода-вывода. Для подключения с 64DD, приставке требовалось дополнительных 4 мегабайт RAM. В отличие от N64, 64DD могла загружаться из загрузочного меню, не требуя картриджа в основной приставке. Позднее это было воплощено в Nintendo GameCube, Nintendo DS и Wii.
64DD имел свой собственный комплект разработчика, который работал совместно с комплектом разработчика для N64.